# سيرجيو غونزاليس
سيرجيو غونزاليس (بالإنجليزية: Sergio Gonzalez) هو مصارع هاوي أمريكي، ولد في 18 أكتوبر 1947.

## وصلات خارجية
- سيرجيو غونزاليس على موقع أوليمبيديا (الإنجليزية)